# Cerasunte
Cerasunte o Céraso (in greco antico: Κερασοῦς?) era una colonia greca del Mar Nero. 

## Storia
Era una colonia di Sinope, città alla quale pagava un tributo e che era uno dei luoghi citati da Senofonte dove giunsero i greci della spedizione dei Diecimila durante la ritirata di Persia.
Viene citata nel Periplo di Scilace, dove viene menzionata in una successione di città greche appartenenti all'Assiria. Tuttavia, secondo il Periplo sembra ubicata ad ovest di Sinope, cosa che è in contrasto con quanto riportato da altre fonti.
Nel Periplo del Ponto Eusino di Arriano si dice che Cerasunte era il nome antico di Farnacia, ma questa identificazione potrebbe essere un errore e in realtà Arriano potrebbe avere confuso Cerasunte  con Coirades, una città che avrebbe potuto avere, di conseguenza, il vecchio nome di Farnacia. Tuttavia, questo errore può essere la ragione per la quale negli ultimi tempi, viene dato all'antico nome di Farnacia quello di Cerasunte, un nome che poi si è evoluto in Giresun. Strabone e Plinio il Vecchio distinguono Cerasunte da Farnacia. Strabone, situa Cerasunte nello stesso golfo in cui si trovava la città di Ermonassa.
Il generale romano Lucio Licinio Lucullo, nella sua campagna contro Mitridate, nel I secolo, giunse a Cerasunte. Vi trovò la ciliegia, che lo entusiasmò e decise di portarla a Roma.
Per molto tempo è stata identificata con Giresun ma attualmente si pensa ad un'altra ubicazione, tra Kalenima e Fol Bazar.